# Karlshäll
Karlshäll est un quartier de Luleå, en Suède.

## Description
Karlshäll est un quartier situé est situé à l'ouest du centre-ville de Luleå, en bordure du Luleälven au sud de Storheden et au nord de Karlsvik. 
Entre 1912 et 1962, il y avait un atelier de ponçage du bois à Karlshäll, qui comptait en 1947 100 ouvriers et appartenait à Munksunds AB.
À Karlshäll se trouvaient les magasins allemands, ainsi appelés parce qu'ils étaient utilisés par les Allemands pendant la Seconde Guerre mondiale. 
Avant la guerre, ils servaient d'entrepôts pour la scierie.
En 2016, les bâtiments ont brûlé.

## Transports
La ligne de bus 8 dessert le quartier.

## Galerie

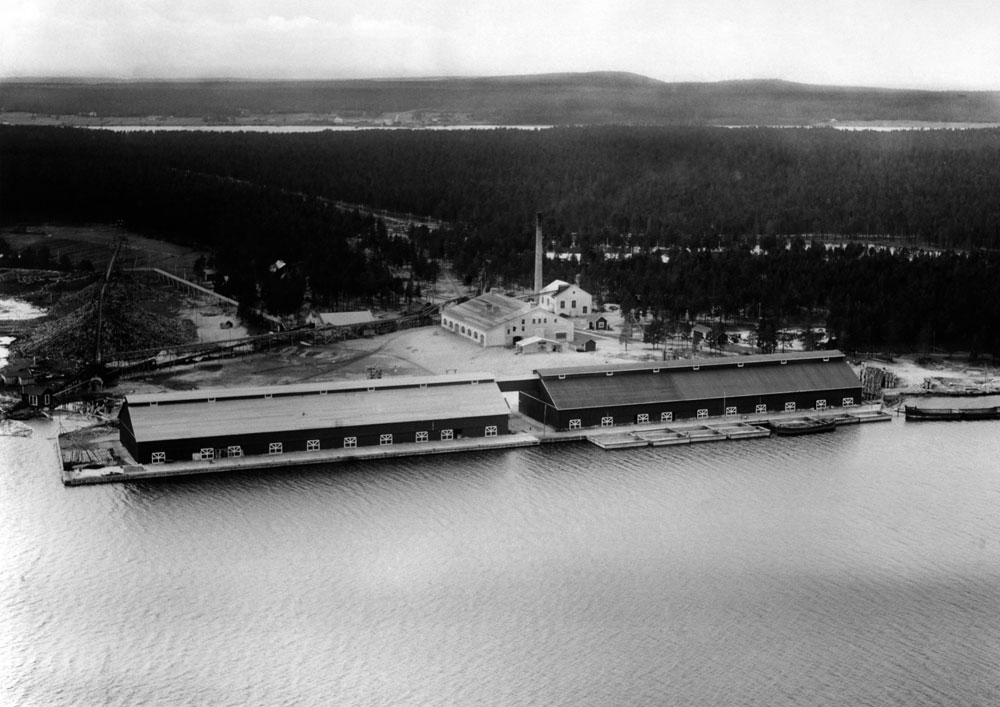
Usine de pâte de bois à Karlshäll en 1929.